# The Pitt
The Pitt (ou Le Pitt au Québec) est une série télévisée dramatique médicale américaine créée par R. Scott Gemmill (en) et diffusée sur Max depuis le 9 janvier 2025,. Au Québec, elle est diffusée sur Noovo à partir du mardi 3 juin 2025.
Elle est diffusée au Canada sur USA Network Canada.
La première saison dure 15 heures, à raison d'un épisode par heure, du service d'urgences de l'hôpital fictif de Pittsburgh. En février 2025, la série a été renouvelée pour une deuxième saison. Le 7 août 2025, la saison 2 est annoncée pour le 8 janvier 2026.

## Synopsis
L'intrigue se concentre sur le Dr Michael « Robby » Robinavitch, un médecin-chef complexe, et la Dr Heather Collins, une résidente aux méthodes parfois controversées. Ces derniers accueillent de nouveaux internes qui vont être confrontés aux difficultés du service des urgences de l'hôpital.

## Distribution

### Acteurs principaux
- Noah Wyle (VF : Alexis Victor) : Dr Michael « Robby » Robinavitch
- Tracy Ifeachor (VF : Aurélie Konaté) : Dr Heather Collins
- Patrick Ball (en) (VF : Gauthier Battoue) : Dr Frank Langdon
- Katherine LaNasa (VF : Daria Levannier) : Dana Evans
- Supriya Ganesh (en) (VF : Jessica Monceau) : Dr Samira Mohan
- Fiona Dourif (VF : Victoria Grosbois) : Dr Cassie McKay
- Taylor Dearden (VF : Youna Noiret) : Dr Melissa « Mel » King
- Isa Briones (VF : Zina Khakhoulia) : Dr Trinity Santos
- Gerran Howell (en) (VF : Thomas Sagols) : Dennis Whitaker, étudiant interne
- Shabana Azeez (VF : Lisa Caruso) : Victoria Javadi, étudiante interne

### Acteurs récurrents
- Shawn Hatosy (VF : Bruno Choël) : Dr Jack Abbot
- Amielynn Abellera (VF : Camille Donda) : l'infirmière Perlah Alawi
- Jalen Thomas Brooks (en) (VF : Rémi Gutton) : l'infirmier Mateo Diaz
- Brandon Mendez Homer (VF : Geoffrey Loval) : l'infirmier Donnie Donahue
- Kristin Villanueva (VF : Elsa Bougerie) : l'infirmière Princess De La Cruz
- Joanna Going (VF : Danièle Douet) : Theresa Saunders
- Deepti Gupta (VF : Bénédicte Charton) : Dr Eileen Shamsi
- Michael Hyatt (VF : Marie Bouvier) : Gloria Underwood
- Jackson Kelly (VF : Rémi Gutton) : David Saunders
- Krystel V. McNeil (VF : Annie Milon) : Kiara Alfaro
- Alexandra Metz (VF : Noémie Orphelin) : Dr Yolanda Garcia
- Drew Powell (VF : Xavier Fagnon) : Doug Driscoll
- Arun Storrs : Minu
- Brandon Keener (en) (VF : Stéphane Ronchewski) : John Bradley
- Ashley Romans (en) (VF : Fily Keita) : Joyce St. Claire
- Samantha Sloyan (VF : Pamela Ravassard) : Lily Bradley
- Mika Abdalla (VF : Valérie Bescht) : Jenna
- Abby Ryder Fortson (VF : Maryne Bertieaux) : Kristi Wheeler
- Marguerite Moreau (VF : Caroline Victoria) : Lynette Wheeler
- Tracy Vilar (VF : Laëtitia Lefebvre) : Lupe Perez
- Shu Lan Tuan (VF : Catherine Lafond) : Ginger Kitajima
- Courtney Grosbeck (en) : Piper Fisher
- Shani Atias : Laura Fisher
- Rob Heaps (VF : Emmanuel Garijo) : Chad Ashcroft
- Mackenzie Astin (en) (VF : Guillaume Lebon) : Jereme Spencer
- Ayesha Harris (en) (VF : Esthèle Dumand) : Dr Parker Ellis
- Ellen Wroe (VF : Karine Foviau) : Eloise Wheeler
- Ken Kirby (en) (VF : Adrien Larmande) : Dr John Shen
- Tedra Millan (VF : Valérie Bescht) : Dr Emery Walsh

### Invités
- Brad Dourif : Neil McKay, le père de Cassie

 Source et légende : version française (VF) sur RS Doublage et les cartons télévisés du doublage français.

## Production
La plateforme de streaming Max (anciennement HBO Max) commande le 26 mars 2024 la production de The Pitt., avec 15 épisodes au total pour la première saison.
La série est donc créée par R. Scott Gemmill qui tient aussi le rôle de producteur aux côtés de Noah Wyle, John Wells, Erin Jontow, Simran Baidwan et Michael Hissrich. John Wells Productions et Warner Bros. Television produisent la série. Le scénario de l'épisode pilote est écrit par R. Scott Gemmill lui-même.

## Distinctions
Récompenses :
- Gotham TV Awards 2025 : Meilleure série dramatique[9]
- Astra TV Award 2025 : Meilleur casting dans une série dramatique en streaming, Meilleur acteur dans une série dramatique pour Noah Wyle, Meilleur scénario dans une série dramatique pour l'épisode “7:00 P.M.” - écrit par Joe Sachs et R. Scott Gemmill[10]
- Dorian TV Awards 2025 : Meilleure série dramatique, Meilleure performance dans une série dramatique pour Noah Wyle[11]
- Television Critics Association Awards 2025 : Émission de l'année, Meilleure série dramatique, Meilleure nouvelle série, Meilleure interprétation dans une série dramatique pour Noah Wyle [12]

Nominations :
- Gotham TV Awards 2025 : Meilleure performance principale dans une série dramatique pour Noah Wyle et Katherine LaNasa
- Astra TV Award 2025 : Meilleure actrice dans un second rôle dans une série dramatique pour Taylor Dearden, Meilleure réalisation dans une série dramatique pour l'épisode “7:00 A.M.” – réalisé par John Wells
- Emmy Awards 2025 : Meilleure série dramatique, Meilleur acteur dans une série dramatique pour Noah Wyle, Meilleure actrice dans un second rôle d'une série dramatique pour Katherine LaNasa, Meilleur acteur invité dans une série dramatique pour Shawn Hatosy pour l'épisode “9:00 P.M.”, Meilleure réalisation dans une série dramatique pour l'épisode “6:00 P.M.” – réalisé par Amanda Marsalis, Meilleure réalisation dans une série dramatique pour l'épisode “7:00 A.M.” – réalisé par John Wells, Meilleur scénario dans une série dramatique pour l'épisode “2:00 P.M.” - écrit par Joe Sachs, Meilleur scénario dans une série dramatique pour l'épisode “7:00 A.M.” - écrit par R. Scott Gemmill,  Meilleur casting exceptionnel pour une série dramatique, Meilleur maquillage prothétique exceptionnel pour l'épisode “4:00 P.M.”, Meilleur maquillage contemporain exceptionnel (non prothétique) pour l'épisode “7:00 P.M.”, Mixage sonore exceptionnel pour une série comique ou dramatique (une heure) pour l'épisode “6:00 P.M.”, Montage sonore exceptionnel pour une série comique ou dramatique (une heure) pour l'épisode “7:00 P.M.”[13],[14],[15],[16]